# Джузеппе Муцціолі
Джузеппе Муцціолі (італ. Giuseppe Muzzioli, 14 червня 1904, Болонья — 23 липня 1941, там само) — італійський футболіст, що грав на позиції лівого нападника.
Виступав, зокрема, за клуб «Болонья». Дворазовий чемпіон Італії.

## Клубна кар'єра
Народився 21 листопада 1902 року в місті Болонья. Вихованець футбольної школи клубу «Віртус» (Болонья), де й розпочав дорослу футбольну кар'єру. За цей час двічі виборював титул чемпіона Італії.
До складу «Болоньї» приєднався у сезоні 1923/24. Основним лівим нападником клубу став наступного року. В тому 1925 році клуб виграв перший чемпіонський титул у своїй історії. У фіналі Північної ліги«Болонья» лише в п'ятому матчі переграла «Дженоа» (тричі призначалось перегравання), а Муцціолі забив два голи у цій серії. Чемпіонський титул клуб здобув, перемігши представника Південної Італії — «Альба Рому» (4:0, 2:0).
Другий титул чемпіона Італії здобув з командою в 1929 році. Зіграв 32 матчі, у яких забив 8 голів. У фіналі змагань «Болонья» зустрічалась з «Торіно». Для визначення переможця також не вистачило двох матчів, тому клубам довелось проводити перегравання. У Римі «Болонья» перемогла з рахунком 1:0 і саме Муцціолі став автором переможного голу на 82-й хвилині.
Пограв з командою у новоствореній Серії А. Срібний призер чемпіонату 1932 року і бронзовий призер 1931 і 1933 років, хоча на той час він уже не був ключовим гравцем клубу. 
Сезон 1933/34 провів у «Падові», де зіграв лише 3 матчі.

## Титули і досягнення
- Чемпіон Італії (2):

«Болонья»: 1924–1925, 1928–1929
- Срібний призер чемпіонату Італії (2):

1926–1927, 1931–1932